# Peugeot 308 II
Pour les articles homonymes, voir Peugeot 308.
La 308 est une automobile compacte du constructeur français Peugeot. Elle est présentée à Francfort en septembre 2013 et commercialisée dès le 12 septembre 2013. Elle est la seconde génération de 308 et succède à la 308 I produite à partir de 2007. Elle est élue voiture européenne de l'année 2014, douze ans après la Peugeot 307.
Le 10 septembre 2021, le dernier exemplaire de 308 II sort de l'usine de Sochaux, elle est remplacée par la 308 III.

## Présentation
C'est la première fois que Peugeot conserve le même nom pour deux modèles successifs, à l'instar de Renault, de Citroën ou des marques étrangères qui ont pris l'habitude de conserver un nom d'une génération à l'autre. Puisque l'appellation Peugeot 309 a déjà été utilisée de 1985 à 1993, Peugeot se retrouvait devant un choix pour son segment « 3 ». L'ensemble de la gamme est donc figée avec le suffixe « 8 », alors qu'une gamme suffixée « 1 » apparaît pour les véhicules destinés aux marchés émergents. Son code interne est T9 (T91 en 5 portes, T92 en break SW).
Elle fait partie de la lignée des « 300 » de Peugeot qui a démarré avec la 301 (1932), puis les 302 (1936), 304 (1969), 305 (1977), 309 (1985), 306 (1993), 307 (2001).
Une de ses innovations est le passage des optiques avant en technologie «  Full LED  » à partir de la finition Allure, la face avant (feux et bouclier) s'en trouve largement changée. Elle est l'une des premières voiture d'une marque généraliste à s'équiper de cette technologie (avec la Seat Leon).

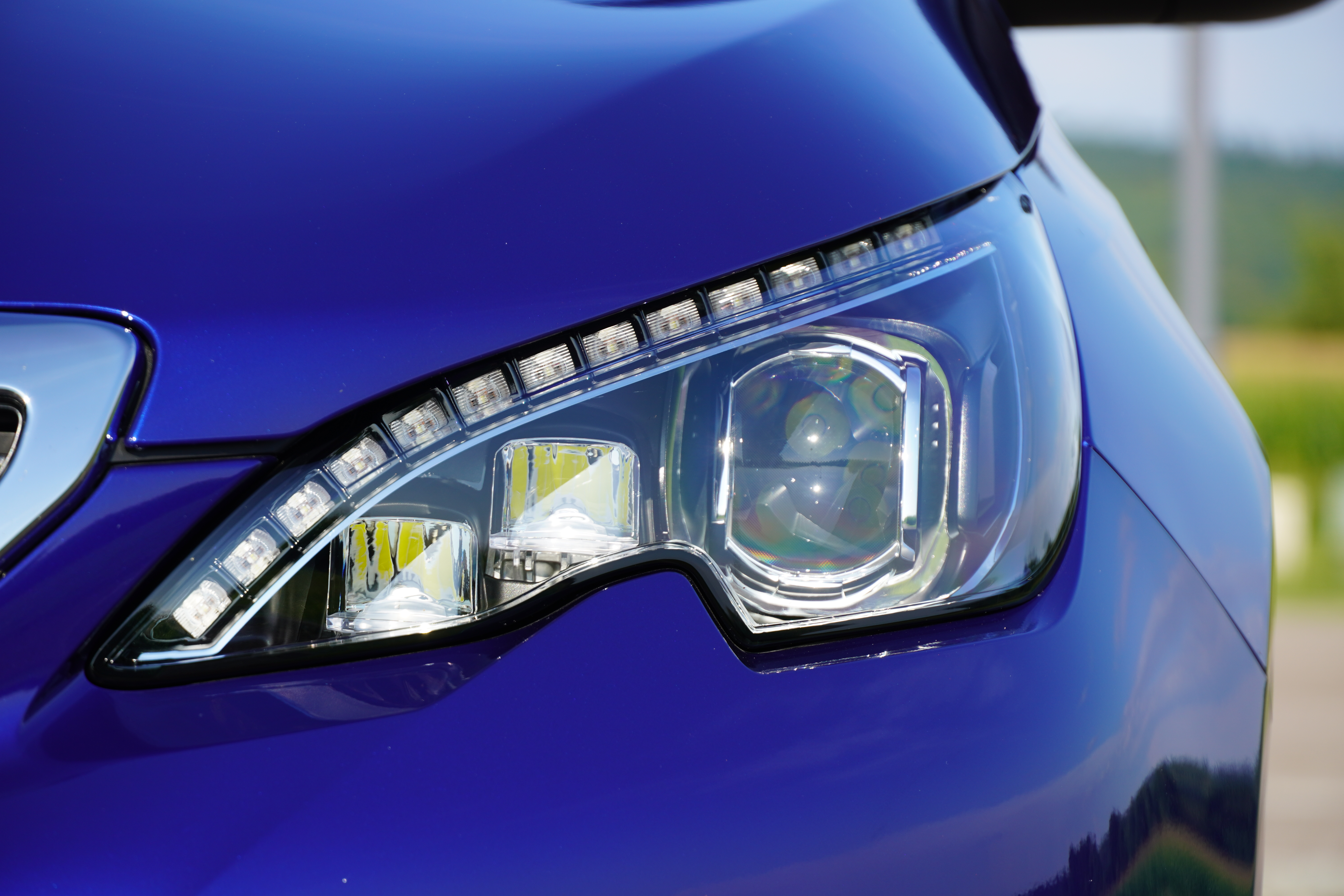
Projecteurs full LED 308 II Phase 2.
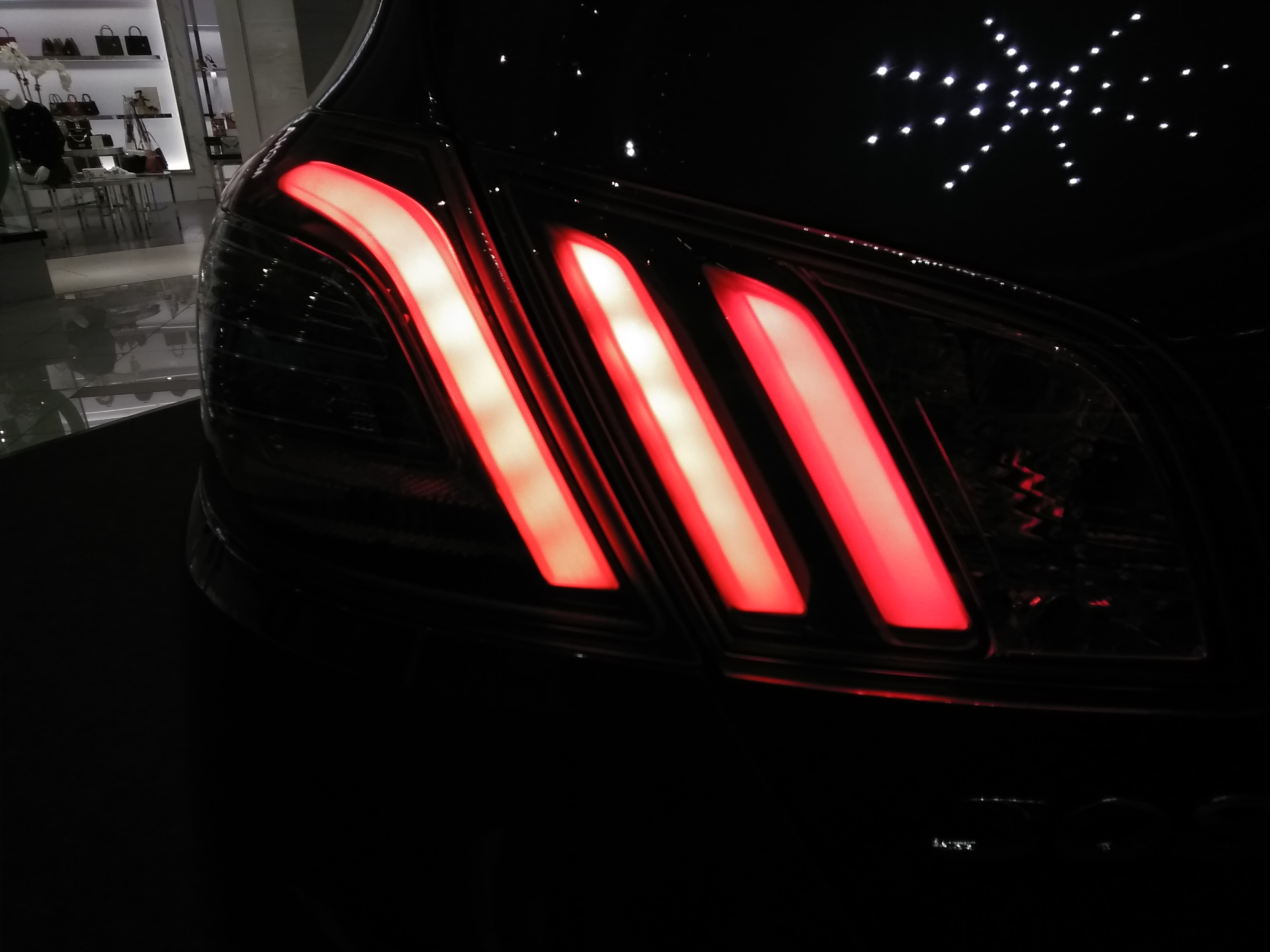
Signature Peugeot des feux AR 308 II Phases 1 et 2.
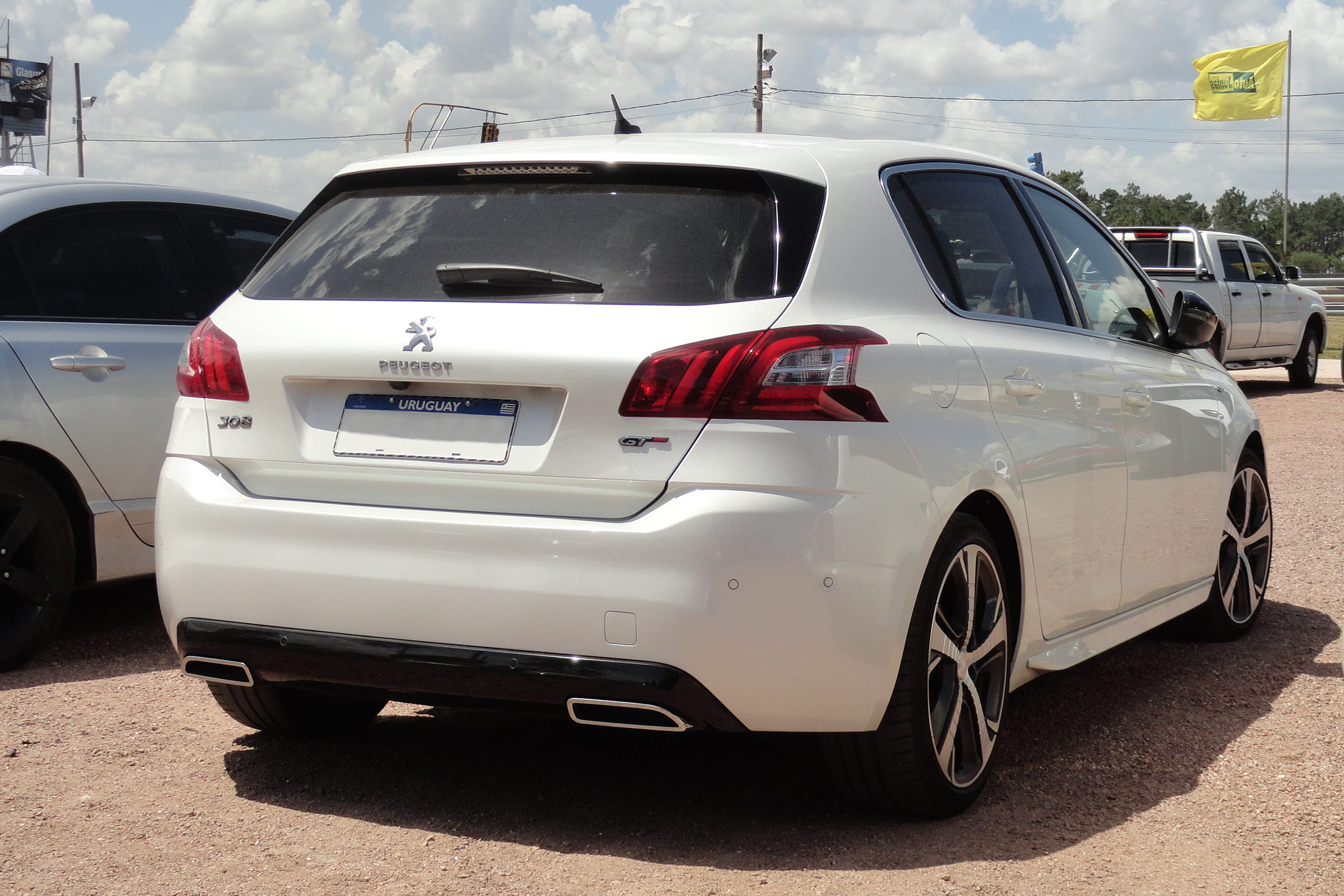
Vue de l'arrière Phases 1 et 2.

## Histoire

### Phase 1
La Peugeot 308 II marque un renouveau dans le design de Peugeot. Le design que l'on doit au styliste Thomas Röhm, se caractérise par une ligne affûtée et sportive avec un regard félin, dans la plus pure tradition Peugeot.Sa face avant agressive et ses feux arrière en forme de griffes la caractérisent. À l'intérieur apparaît le i-Cockpit (déjà présent sur la 208). Il concerne le tableau de bord ; la 308 possède donc un volant plus petit, permettant de voir les compteurs par-dessus le volant et un écran tactile regroupant toutes les fonctionnalités de radio ou de climatisation.

Différence entre niveaux de finition (phares, boucliers, calandre, jantes…).
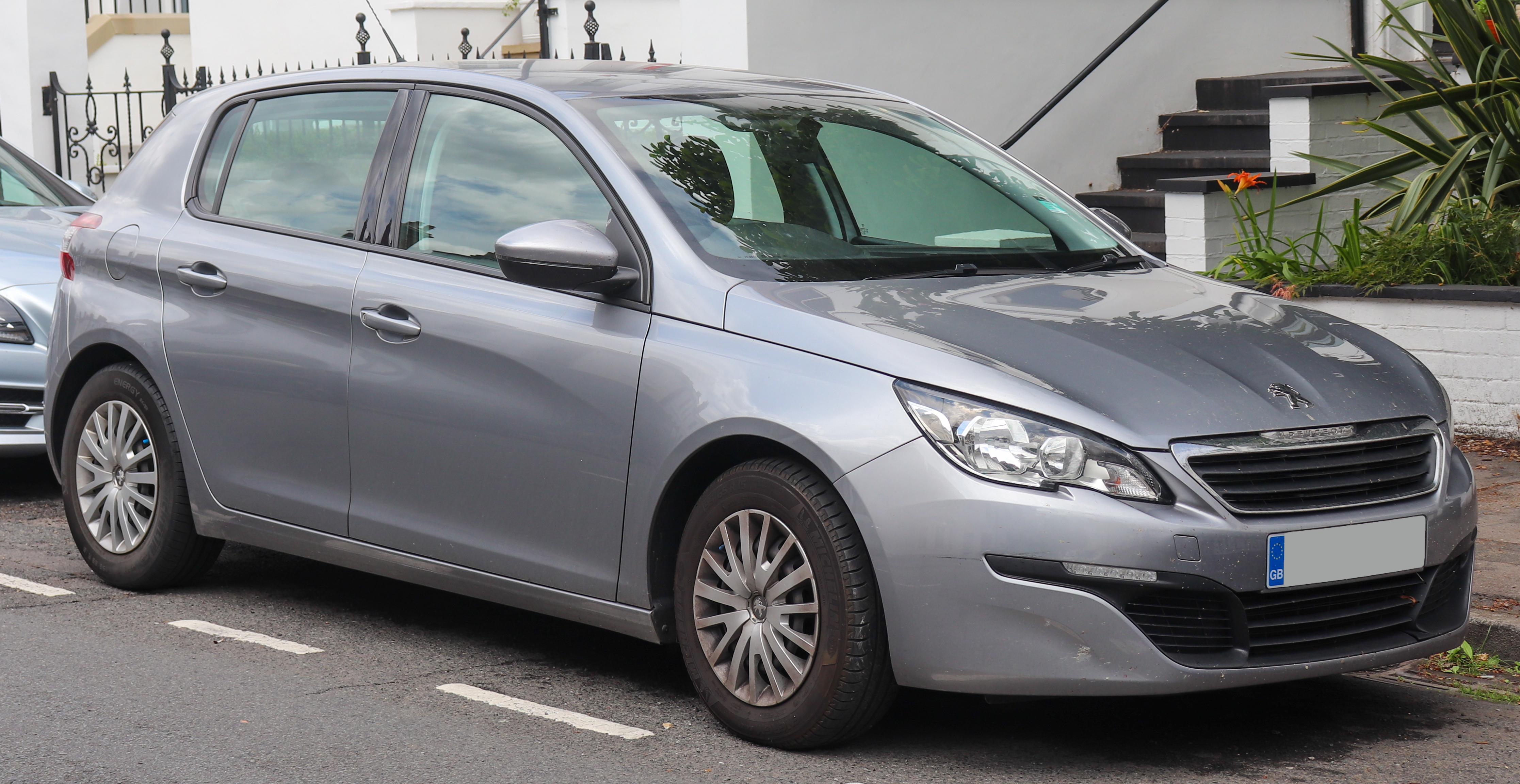
Peugeot 308 Access phase 1 (finition entrée de gamme).
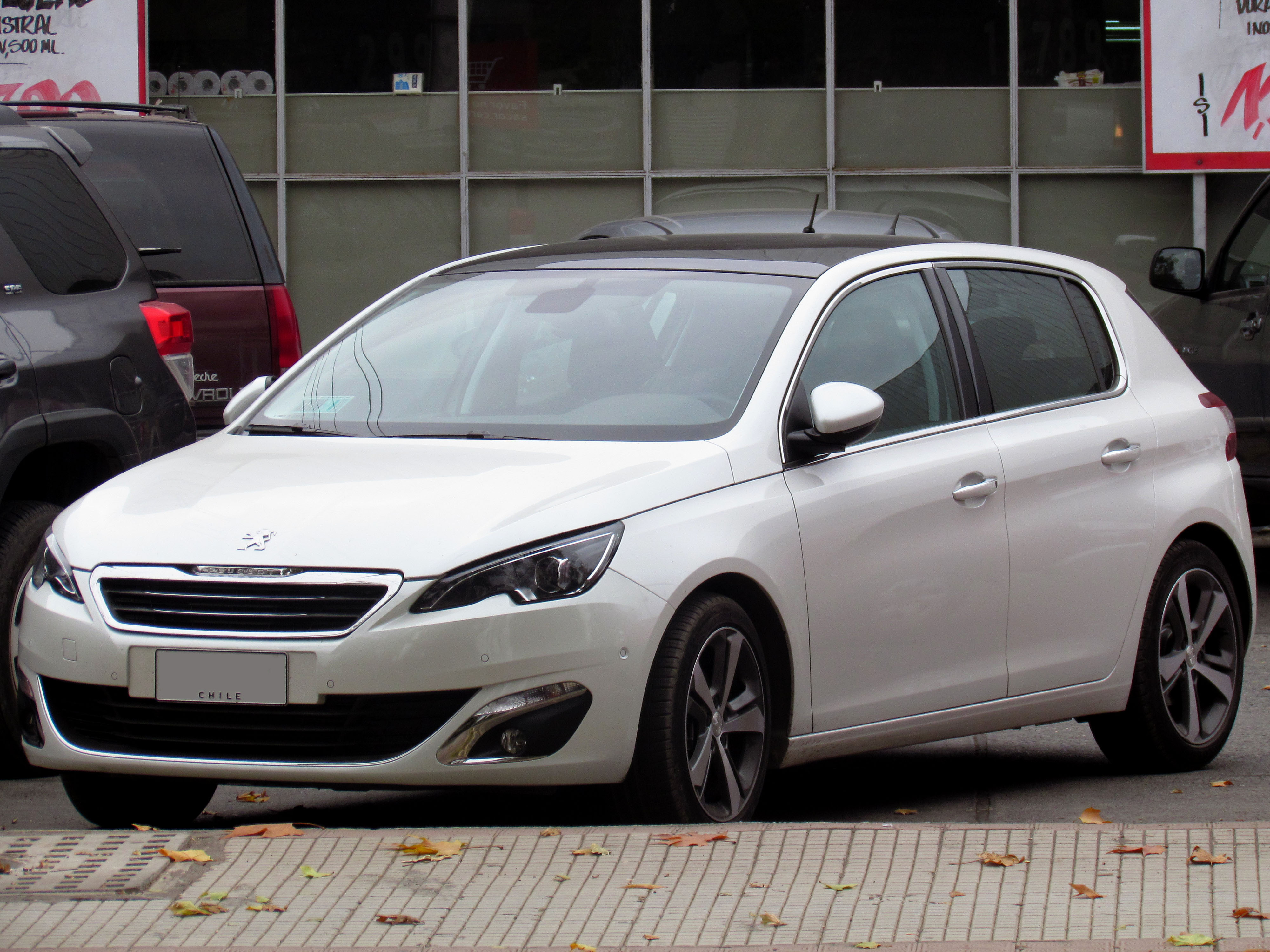
Peugeot 308 II Féline phase 1 (finition haut de gamme).
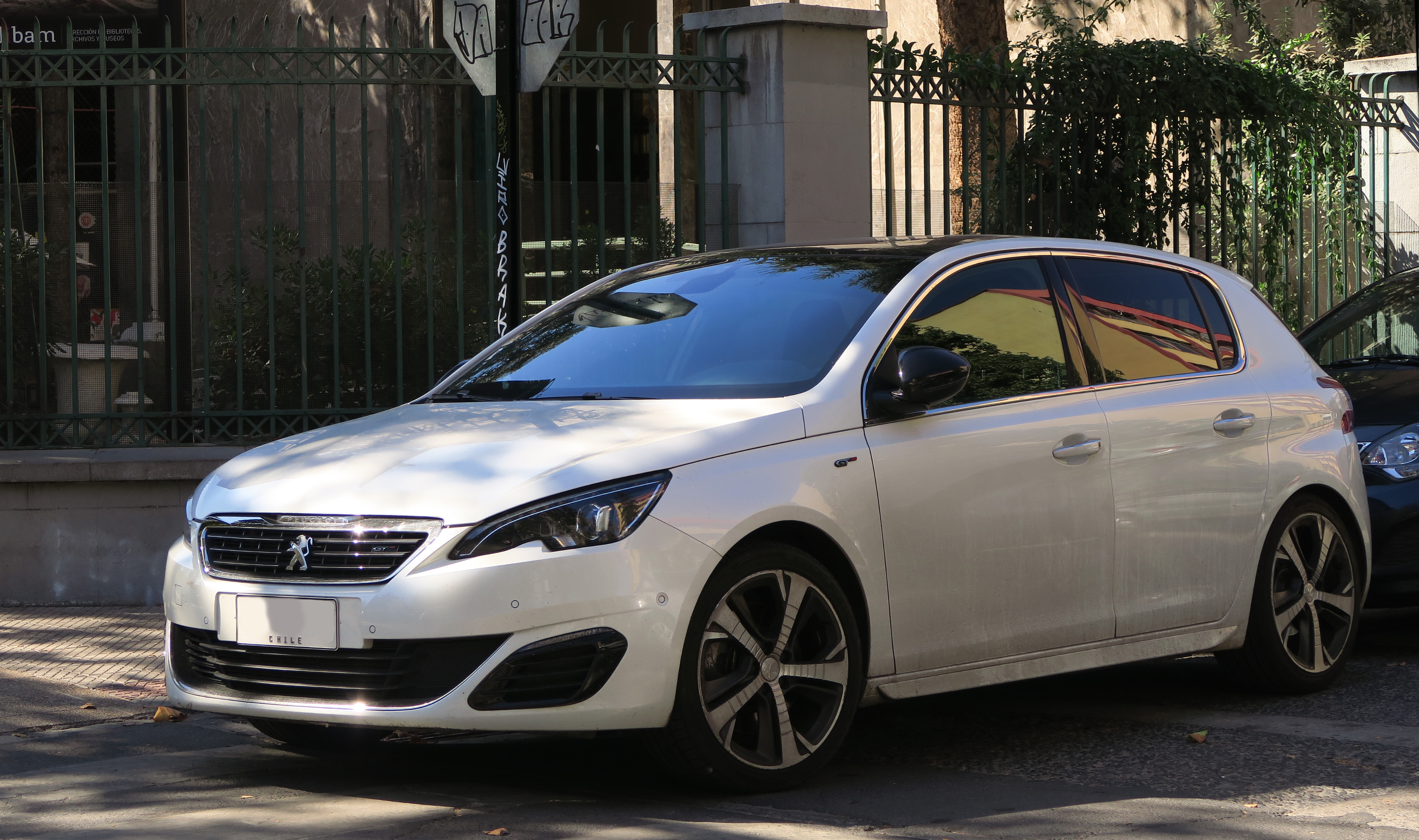
Peugeot 308 II GT phase 1 (remplace la Féline), le logo passe du capot à la calandre.

### Phase 2
La Peugeot 308 II est restylée durant l'année 2017. La face avant de la GT (apparue en 2014) est élargie à toute la gamme et légèrement redessinée et la gamme de moteurs est mise à jour. Pour anticiper la future norme de dépollution Euro 6.c, le bloc essence 1.2 PureTech de 82 ch est supprimé, tandis que de nouveaux moteurs Diesel sont inaugurés : il s'agit des 1.5 BlueHDi de 100 et 130 ch. Au niveau des boîtes de vitesses, une nouvelle boîte automatique à 8 rapports EAT8 apparaît et est associée aux 1.2 PureTech 130, 1.5 BlueHDi 130 et 2.0 BlueHDi 180. Par ailleurs, l'équipement du véhicule est enrichi : l'écran tactile adopte la technologie capacitive et le Mirror Screen (Apple CarPlay et Android Auto). De nouvelles options sont disponibles telles que l'alerte de franchissement involontaire de ligne, le régulateur de vitesse adaptatif, la caméra de recul à 180°…

Différence entre niveaux de finition (phares, boucliers, calandre, jantes…).
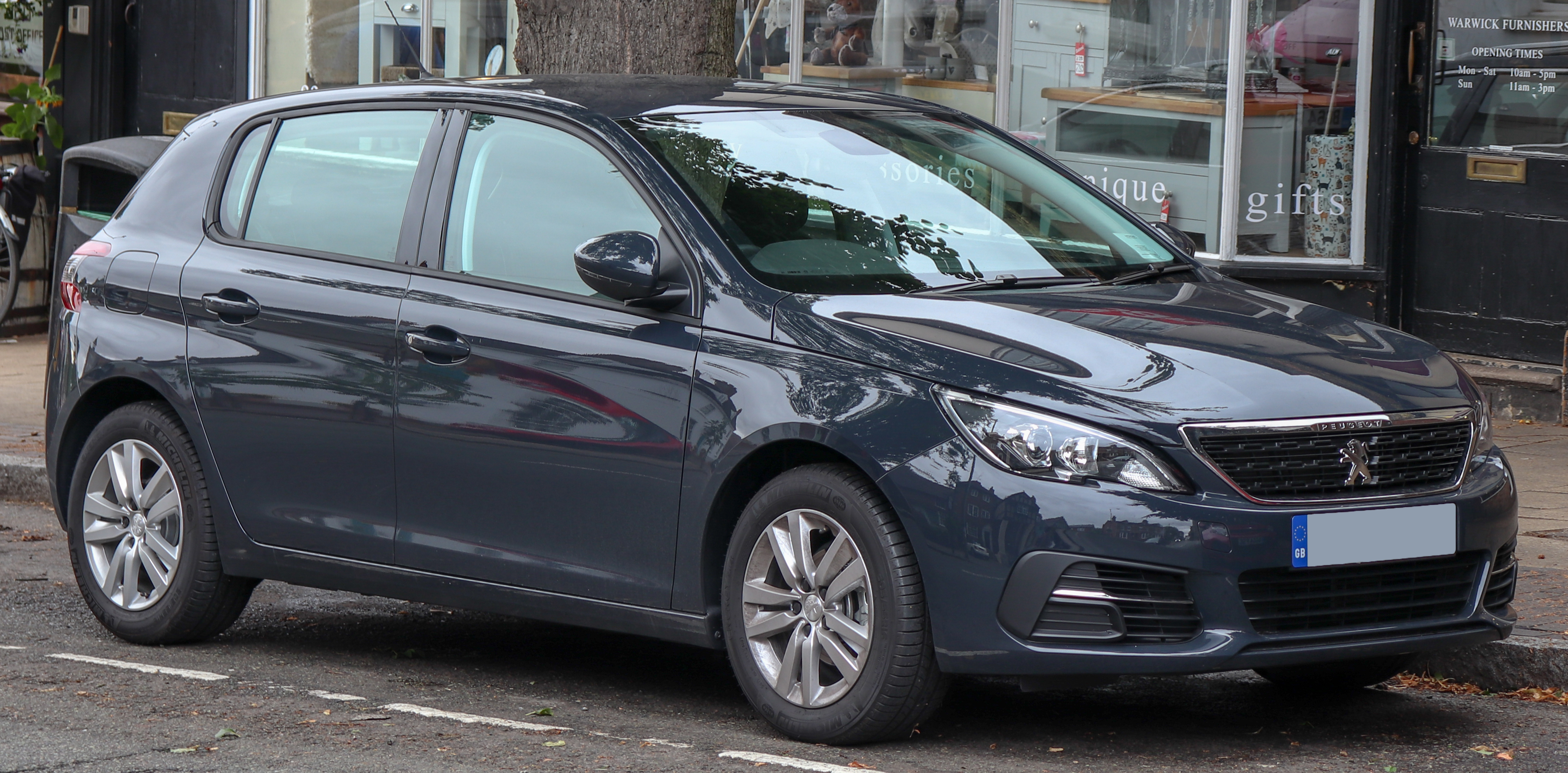
Peugeot 308 Active phase 2 (finition intermédiaire basse).
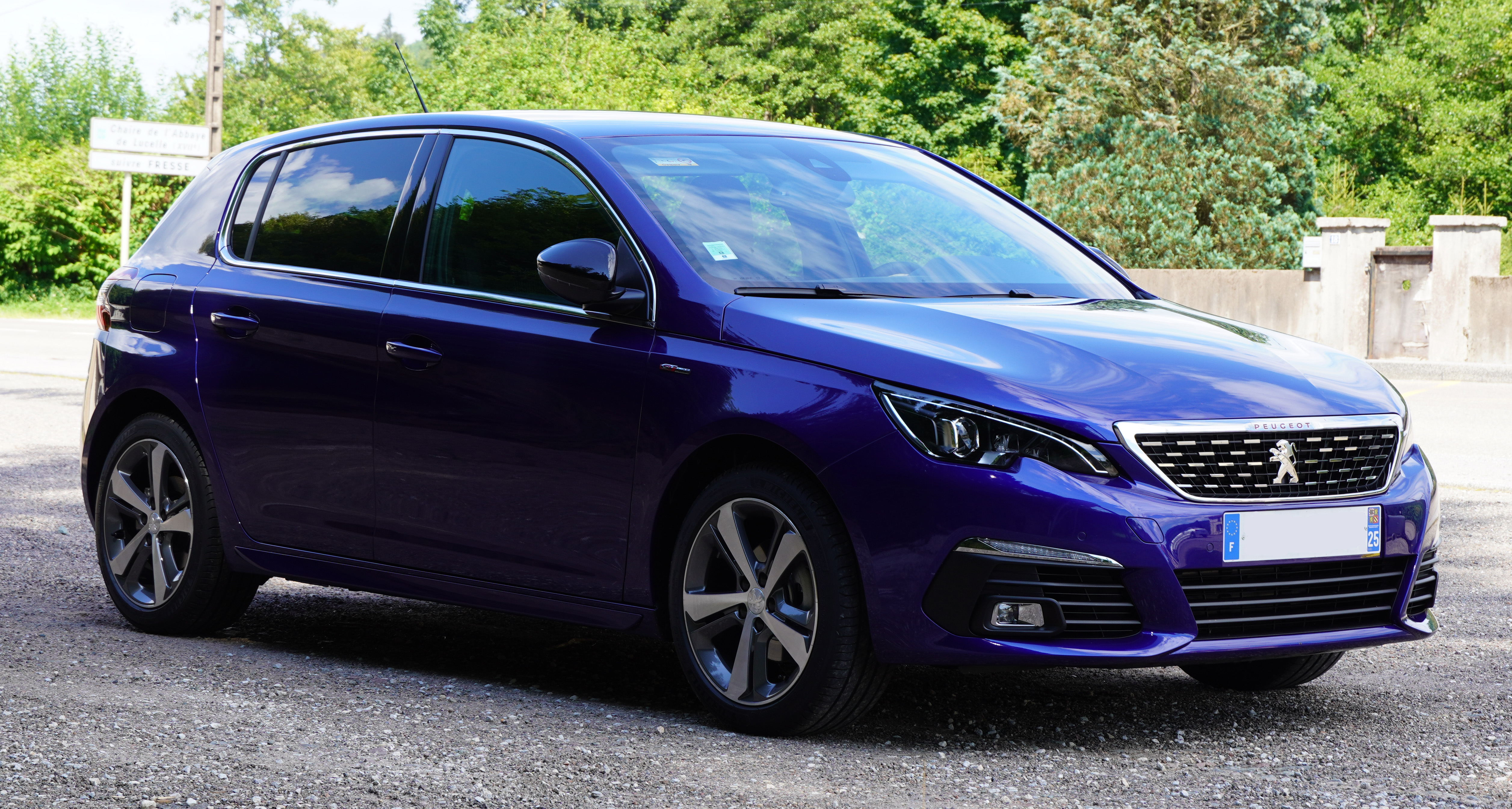
Peugeot 308 GT Line phase 2 (finition intermédiaire haute).

### Phase 3

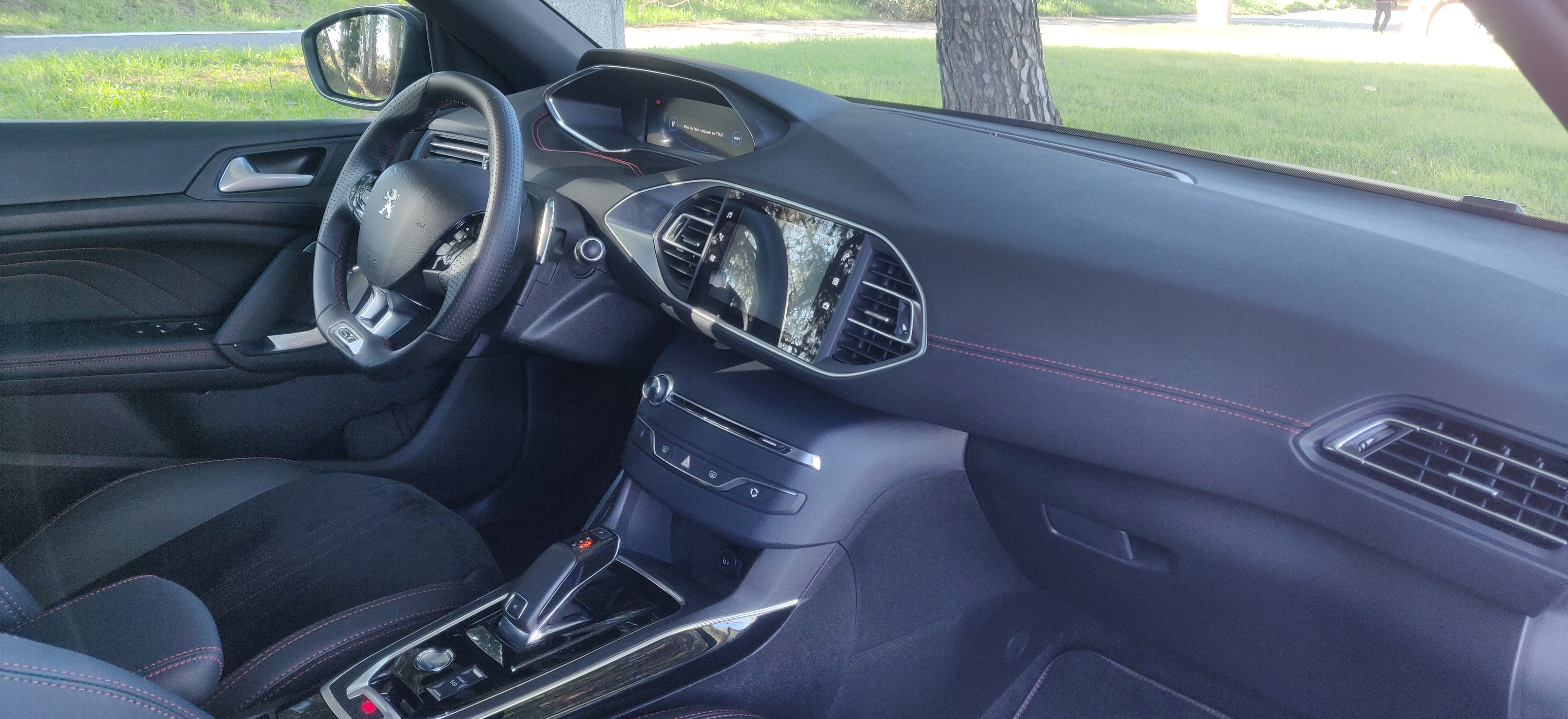
intérieur 308 II phase 3 avec le combiné numérique et l'écran tactile au contour noir brillant « glossy ».

Pour sa dernière année de commercialisation la 308 II s'offre une ultime mise à jour appelée phase 3 à partir de juillet 2020. Cette mise à jour concerne l'écran tactile qui passe en finition noir brillant dit «glossy» pour son contour ainsi que l'apparition du combiné numérique en remplacement du combiné à aiguilles à l'intérieur. À la suite de la pénurie de semi-conducteurs, elle retrouve le compteur à aiguilles en avril 2021. A l'extérieur seule la nouvelle couleur nacré tri-couche bleu Vertigo fait son apparition.
La 308 II termine sa carrière européenne à la fin mai 2021, mois à partir duquel elle n'est plus disponible que sur stock. Le 10 septembre 2021, le dernier exemplaire de 308 II sort de l'usine de Sochaux. Cette compacte est remplacée, la même année, par la 308 III.

## Caractéristiques
La 308 II est la première Peugeot basée sur la plate-forme modulaire EMP2 et reprend donc l'architecture polyvalente initiée par le Citroën C4 Picasso II.
Grâce au poids et la prise au vent plus faibles (moins large 1,5 cm, haute 4 cm et longue 2,3 cm), l'entrée de gamme essence fait 13 ch de moins que la 308. L'offre débute avec un nouveau bloc (moteur EB) atmosphérique de 82 chevaux. Cette version disparaît à l'occasion du restylage de 2017.

Elle marque une évolution dans la qualité chez Peugeot. Selon le directeur produit Peugeot, Laurent Blanchet, il a été ciblé d'obtenir une qualité perçue à neuf au bout de trois ans de vie. Selon des tests menés par des journalistes internationaux, la 308 est le premier véhicule du constructeur à approcher la référence dans ce domaine, la Volkswagen Golf VII : « En qualité d’aspect sur une base 100, la Golf est à 97 ; en qualité fonctionnelle c’est le contraire, la Golf est à 100, la 308 à 97. »

## Motorisations
Berline :
|                             | 1.6 HDi / e-HDi / BlueHDi / S&S    | 1.6 HDi / e-HDi / BlueHDi / S&S    | 1.6 HDi / e-HDi / BlueHDi / S&S    | 1.6 HDi / e-HDi / BlueHDi / S&S    | 1.6 HDi / e-HDi / BlueHDi / S&S    | 1.5 BlueHdi S&S                    | 1.5 BlueHdi S&S                    | 1.5 BlueHdi S&S                    | 2.0 BlueHDi S&S                | 2.0 BlueHDi S&S                | 2.0 BlueHDi S&S                | 2.0 BlueHDi S&S                |
| --------------------------- | ---------------------------------- | ---------------------------------- | ---------------------------------- | ---------------------------------- | ---------------------------------- | ---------------------------------- | ---------------------------------- | ---------------------------------- | ------------------------------ | ------------------------------ | ------------------------------ | ------------------------------ |
| Moteur                      | 4-cylindres en ligne (type DV/DLD) | 4-cylindres en ligne (type DV/DLD) | 4-cylindres en ligne (type DV/DLD) | 4-cylindres en ligne (type DV/DLD) | 4-cylindres en ligne (type DV/DLD) | 4-cylindres en ligne (type DV/DLD) | 4-cylindres en ligne (type DV/DLD) | 4-cylindres en ligne (type DV/DLD) | 4-cylindres en ligne (type DW) | 4-cylindres en ligne (type DW) | 4-cylindres en ligne (type DW) | 4-cylindres en ligne (type DW) |
| Alimentation                | Turbo                              | Turbo                              | Turbo                              | Turbo                              | Turbo                              | Turbo                              | Turbo                              | Turbo                              | Turbo                          | Turbo                          | Turbo                          | Turbo                          |
| Cylindrée                   | 1 560                              | 1 560                              | 1 560                              | 1 560                              | 1 560                              | 1 499                              | 1 499                              | 1 499                              | 1 997                          | 1 997                          | 1 997                          | 1 997                          |
| Puissance maximale          | 92 ch à 4 000 tr/min               | 99 ch à 3 750 tr/min               | 115 ch à 3 600 tr/min              | 120 ch à 3 500 tr/min              | 120 ch à 3 500 tr/min              | 100 ch à 3 500 tr/min              | 130 ch à 3 750 tr/min              | 130 ch à 3 750 tr/min              | 150 ch à 3 750 tr/min          | 150 ch à 3 750 tr/min          | 180 ch à 3 750 tr/min          | 180 ch à 3 750 tr/min          |
| Couple maximal              | 230 N m à 1 750 tr/min             | 254 N m à 1 750 tr/min             | 270 N m à 1 750 tr/min             | 300 N m à 1 750 tr/min             | 300 N m à 1 750 tr/min             | 250 N m à 1 750 tr/min             | 300 N m à 1 750 tr/min             | 300 N m à 1 750 tr/min             | 370 N m à 2 000 tr/min         | 370 N m à 2 000 tr/min         | 400 N m à 2 000 tr/min         | 400 N m à 2 000 tr/min         |
| Boîte de vitesses           | BVM5                               | BVM5                               | BVM6                               | BVM6                               | EAT6                               | BVM6                               | BVM6                               | EAT8                               | BVM6                           | EAT6                           | EAT6                           | EAT8                           |
| Vitesse maximale            | 183                                | 186                                | 196                                | 196                                | 196                                | 186                                | 204 199                            | 206                                | 205                            | 218                            | 214                            | 220                            |
| 0-100 km/h                  | 11,5                               | 11,3                               | 10,2                               | 9,7                                | 9,5                                | 11,5                               | 9,8 10,2                           | 9,4                                | 8,6                            | 8,6                            | 8,4                            | 8,2                            |
| Consommation (en L/100 km)  | 3,7                                | 3,5                                | 3,7                                | 3,1                                | 3,5                                | 3,7                                | 3,5                                | 3,6                                | 3,6                            | 4,0                            | 4,0                            | 4,4                            |
| Émissions de CO2 (en g/km)  | 95                                 | 92                                 | 95                                 | 82                                 | 92                                 | 97                                 | 92                                 | 93                                 | 93                             | 104                            | 103                            | 116                            |
| Norme environnementale      | Euro 5                             | Euro 6                             | Euro 5                             | Euro 6                             | Euro 6                             | Euro 6d-temp                       | Euro 6d-temp                       | Euro 6d-temp                       | Euro 6                         | Euro 6                         | Euro 6                         | Euro 6c                        |
| Années de commercialisation | 2013 - 2015                        | 2015 - 2017                        | 2013 - 2015                        | 2014 - 2017                        | 2014 - 2017                        | 2018 -                             | 2018 -                             | 2018 -                             | 2014 - 2017                    | 2014 - 2017                    | 2014 - 2017                    | 2018 -                         |

|                             | 1.2 Thp / PureTech / S&S       | 1.2 Thp / PureTech / S&S       | 1.2 Thp / PureTech / S&S       | 1.2 Thp / PureTech / S&S       | 1.2 Thp / PureTech / S&S       | 1.2 Thp / PureTech / S&S       | 1.6 Thp / PureTech / S&S       | 1.6 Thp / PureTech / S&S       | 1.6 Thp / PureTech / S&S       | 1.6 Thp / PureTech / S&S       | 1.6 Thp / PureTech / S&S       | 1.6 Thp / PureTech / S&S       | 1.6 Thp / PureTech / S&S       |       |
| --------------------------- | ------------------------------ | ------------------------------ | ------------------------------ | ------------------------------ | ------------------------------ | ------------------------------ | ------------------------------ | ------------------------------ | ------------------------------ | ------------------------------ | ------------------------------ | ------------------------------ | ------------------------------ | ----- |
| Moteur                      | 3-cylindres en ligne (type EB) | 3-cylindres en ligne (type EB) | 3-cylindres en ligne (type EB) | 3-cylindres en ligne (type EB) | 3-cylindres en ligne (type EB) | 3-cylindres en ligne (type EB) | 4-cylindres en ligne (type EP) | 4-cylindres en ligne (type EP) | 4-cylindres en ligne (type EP) | 4-cylindres en ligne (type EP) | 4-cylindres en ligne (type EP) | 4-cylindres en ligne (type EP) | 4-cylindres en ligne (type EP) |       |
| Alimentation                | Atmosphérique                  | Turbo                          | Turbo                          | Turbo                          | Turbo                          | Turbo                          | Turbo                          | Turbo                          | Turbo                          | Turbo                          | Turbo                          | Turbo                          | Turbo                          | Turbo |
| Cylindrée                   | 1 199                          | 1 199                          | 1 199                          | 1 199                          | 1 199                          | 1 199                          | 1 598                          | 1 598                          | 1 598                          | 1 598                          | 1 598                          | 1 598                          | 1 598                          |       |
| Puissance maximale          | 82 ch à 5 750 tr/min           | 110 ch à 5 500 tr/min          | 110 ch à 5 500 tr/min          | 130 ch à 5 500 tr/min          | 130 ch à 5 500 tr/min          | 130 ch à 5 500 tr/min          | 125 ch à 6 000 tr/min          | 155 ch à 6 000 tr/min          | 205 ch à 6 000 tr/min          | 225 ch à 5 500 tr/min          | 250 ch à 6 000 tr/min          | 270 ch à 6 000 tr/min          | 263 ch à 6 000 tr/min          |       |
| Couple maximal              | 118 N m à 2 750 tr/min         | 205 N m à 1 500 tr/min         | 205 N m à 1 500 tr/min         | 230 N m à 1 750 tr/min         | 230 N m à 1 750 tr/min         | 230 N m à 1 750 tr/min         | 200 N m à 1 400 tr/min         | 240 N m à 1 400 tr/min         | 285 N m à 1 750 tr/min         | 300 N m à 1 900 tr/min         | 330 N m à 1 900 tr/min         | 330 N m à 1 900 tr/min         | 340 N m à 2 100 tr/min         |       |
| Boîte de vitesses           | BVM5                           | BVM5                           | BVM6                           | BVM6                           | EAT6                           | EAT8                           | BVM6                           | BVM6                           | BVM6                           | EAT8                           | BVM6                           | BVM6                           | BVM6                           |       |
| Vitesse maximale            | 172                            | 188                            | 188                            | 188                            | 207                            | 206                            | 202                            | 215                            | 235                            | 235                            | 250                            | 250                            | 250                            |       |
| 0-100 km/h                  | 13,3                           | 11,1                           | 10,1                           | 9,6                            | 9,1                            | 9,8                            | 8,9                            | 8                              | 7,5                            | 7,4                            | 6,2                            | 6                              | 6                              |       |
| Consommation (en L/100 km)  | 5                              | 4,6                            | 4,9                            | 4,6                            | 4,9                            | 5,1                            | 5,6                            | 5,4                            | 5,6                            | 5,7                            | 6                              | 6                              | 6,5                            |       |
| Émissions de CO2 (en g/km)  | 114                            | 105                            | 113                            | 107                            | 114                            | 117                            | 129                            | 125                            | 130                            | 123 à 133                      | 139                            | 139                            | 148                            |       |
| Norme environnementale      | Euro 5                         | Euro 6                         | Euro 6d-temp                   | Euro 6                         | Euro 6                         | Euro 6c                        | Euro 5                         | Euro 5                         | Euro 6                         | Euro 6d-temp                   | Euro 6                         | Euro 6                         | Euro 6d-temp -                 |       |
| Années de commercialisation | 2013 - 2017                    | 2014 - 2017                    | 2018 -                         | 2014 -                         | 2014 - 2017                    | 2018 -                         | 2013 - 2014                    | 2013 - 2015                    | 2014 -                         | 2018 -                         | 2015 - 2017                    | 2015 - 2017                    | 2018 -                         |       |

### Motorisations au lancement (2013)

#### Essences
- 1.2 VTi 82
- 1.6 THP 125/155

#### Diesel
- 1.6 HDi 92
- 1.6 e-HDi 115

### Évolutions courant 2014

#### Essences
- Le 1.2 VTi 82 est renommé 1.2 PureTech 82.
- Apparition du 1.2 PureTech 110.
- Apparition du 1.2 PureTech 130 en remplacement du 1.6 THP 125 et apparition de la boite de vitesses automatique EAT6 (fournie par le manufacturier japonais Aisin Seiki)
- Apparition de la version GT équipée du 1.6 THP 205.

#### Diesel
- Apparition du 1.6 BlueHDi 120 (en remplacement à terme du 1.6 e-HDi 115) et apparition de la boite de vitesses automatique EAT6.
- Apparition du 2.0 BlueHDi 150.
- Apparition de la version GT équipée du 2.0 BlueHDi 180.

### Évolutions courant 2015

#### Essences
- Disparition du 1.6 THP 155 début 2015 sans remplacement.
- Apparition du 1.6 THP 250 et 270 ch, en finition GTi.

#### Diesel
- Apparition du 1.6 BlueHDi 100 en remplacement du 1.6 HDi 92.
- Disparition du 1.6 e-HDi 115.
- Apparition de la boîte automatique EAT6 sur le moteur 1.6 BlueHDi 120.
- Ré-homologation du BlueHDi 150 avec des rejets de CO2 plus faibles.

### Évolutions courant 2016
Pas de réelles évolutions.

#### Essences
- Maintien du 1.2 PureTech 82/110/130.
- Maintien du 1.6 THP 205/250/270.

#### Diesel
- Maintien du 1.6 BlueHDi 100/120.
- Maintien du 2.0 BlueHDi 150/180.

### Restylage (2017)

#### Essences
- Le 1.2 PureTech 82 est supprimé du catalogue.
- Le 1.2 PureTech 110/130 est désormais équipé d'un filtre à particules.

#### Diesel
- Apparition du 1.5 BlueHDi 130, en remplacement du 1.6 BlueHDi 120. Ce moteur peut être équipé de la boîte automatique à 8 rapports EAT8.
- Le 2.0 BlueHDi 150 en EAT6 et BVM6[14].
- Le 2.0 BlueHDI 180 équipée de l'EAT8.

### 2018

#### Essence
- Le 1.2 PureTech 110 est désormais commercialisé avec la BVM6 [15].
- Le 1.2 PureTech 130 est associé à la boîte automatique EAT8[16], la version BVM6 reste disponible.
- Le 1.6 THP 205 associé à la boîte manuelle BVM6 est supprimé du catalogue.
- Le 1.6 PureTech 225 fait son apparition associé à la boîte automatique EAT8[17].
- Le 1.6 THP 270 de la version GTi est remplacé par le 1.6 PureTech 263.

#### Diesel
- Le 1.5 BlueHDi 100 est commercialisé depuis le 30 avril 2018 avec une boîte manuelle à six rapports en remplacement du 1.6 BlueHDi 100.
- Le 2.0 BlueHDi 150 est supprimé du catalogue en mai 2018.

### 2019

#### Essence
- Le 1.2 PureTech 110 BVM6 est disponible.
- Le 1.2 PureTech 130 BVM6 et EAT8 est disponible.
- Le 1.6 PureTech 225 EAT8 est supprimé du catalogue en juin 2019
- Le 1.6 PureTech 263 BVM6 est suspendu du catalogue pour une mise à jour technique adoptant notamment le filtre à particules GPF en juin 2019.

#### Diesel
- Le 1.5 BlueHDi 100 BVM6 est disponible.
- Le 1.5 BlueHDi 130 BVM6 et EAT8 est disponible.
- Le 2.0 BlueHDi 180 EAT8 est disponible.

### Mise à jour (2020)

#### Essence
- Le 1.2 PureTech 110 BVM6 est disponible.
- Le 1.2 PureTech 130 BVM6 et EAT8 est disponible.
- Le 1.6 PureTech 263 FAP BVM6 est supprimé du catalogue en novembre 2020

#### Diesel
- Le 1.5 BlueHDi 100 BVM6 est supprimé du catalogue en juin 2020.
- Le 1.5 BlueHDi 130 BVM6 et EAT8 est disponible.
- Le 2.0 BlueHDi 180 EAT8 est supprimé du catalogue en juin 2020.

### 2021

#### Essence
- Le 1.2 PureTech 110 BVM6 est disponible.
- Le 1.2 PureTech 130 BVM6 et EAT8 est disponible.

#### Diesel
- Le 1.5 BlueHDi 130 BVM6 et EAT8 est disponible.

## Finitions
Niveaux d'équipements ayant été proposés en France
| Access | |
| Airbags frontaux, latéraux avant et rideaux avant et arrière Air conditionné manuel Banquette arrière assise fixe et dossier rabattable 2/3-1/3 Combiné Tête Haute "i-Cockpit" , 2 cadrans, LCD blanc Coques de rétroviseurs extérieurs et poignées, noires teintées masse Commande de verrouillage à distance Enjoliveurs 15" AMBRE Détection de Sous-Gonflage indirecte ESP + ABS + REF + AFU Frein à main mécanique | Feux de jour à LED Projecteurs halogènes Feux arrière à LED Kit de dépannage pneumatique Lève-vitres avant électriques avec antipincement Régulateur limiteur de vitesse Rétroviseurs extérieurs réglables électriquement Tour de calandre chromée Réglage en hauteur du siège passager (mécanique) WIP Sound Radio CD Bluetooth, USB |
| Active (Access + équipements suivants) | |
| Accoudoir central avant avec rangement Aide au stationnement arrière Aide au démarrage en pente Air conditionné automatique bi-zone Lève vitres arrière électriques avec antipincement Jantes Aluminium 16" QUARTZ Pack Look extérieur | Pack visibilité Réglage lombaire du siège conducteur (mécanique) Régulateur limiteur de vitesse programmable Volant sport cuir pleine fleur avec commandes sur volant Pommeau de levier de vitesses et frein à main en cuir Écran tactile multifonction 25 cm, radio, Bluetooth, Jack, USB, 6HP (lecteur CD en option)                |
| Style - série spéciale - (Active + équipements suivants) | |
| Badge "STYLE" sur les ailes avant Entourage de vitres chromé Garnissage Chaîne et Trame CRAN Noir Mistral Jantes Aluminium 16" diamantées TOPAZE | Projecteurs antibrouillard Rétroviseurs extérieurs rabattables électriquement Sièges avant sport Vitres latérales arrière et lunette arrière, surteintées |
| Allure (Active + équipements suivants) | |
| Aide au stationnement avant Éclairage des caves à pieds Entourage de vitres chromé Frein de stationnement électrique Jantes Aluminium 16" diamantées TOPAZE Pack Confort Frein à main électrique | Plafonniers avant et arrière à LED Projecteurs antibrouillard Projecteurs haut de gamme "Full Leds Technology" Rétroviseurs extérieurs rabattables électriquement Sièges avant sport Navigation incorporée à l'écran tactile et deuxième prise USB (lecteur CD en option)                                                             |
| GT Line (Allure + équipements suivants) | |
| ADML (Accès et Démarrage mains libres) Pack Alu Jantes Alu Diamantées 17" RUBIS Garnissage mi-TEP/ALCANTARA | Surtapis Vitres latérales arrière + Lunette surteintées sans Pack Look Extérieur |
| Féline (Allure + équipements suivants) | |
| ADML (Accès et Démarrage mains libres) Antenne courte Combiné "Haut de gamme" avec matrice couleur 9 cm Driver Assistance Pack Garnissage mi-TEP/ALCANTARA | Jantes Aluminium 18" diamantées RUBIS Réglage lombaire passager (mécanique) Surtapis Toit panoramique en verre Vitres latérales arrière et lunette arrière, surteintées Prise 230 volts |
| GT (= Féline) | |

À partir de juillet 2020 (phase 2.1) la gamme passe à six finitions: Active, Active Pack, Allure, Allure Pack, GT et GT Pack. La version GTi avec 263 chevaux reste quelques mois au catalogue avant de disparaître avec la sortie d'usine du dernier exemplaire en décembre 2020.

### Séries spéciales
- Sensation (2014)
- Style (2014 et 2017)
- Tech Edition (2018)
- Roadtrip[20](2020)

## Carrosseries

### 308 SW
En janvier 2014, Peugeot présente la déclinaison SW (break) de la Peugeot 308. Elle fait ses débuts au salon de Genève début mars avant une commercialisation au printemps,
Il ne propose plus la modularité de sept places comme l'ancienne 308 SW, ni les sièges individuels à l'arrière, laissant ces particularités au Peugeot 5008, se recentrant ainsi sur le segment des breaks traditionnels. Le nouveau break 308 SW revient donc à des proportions plus conventionnelles avec ses 1,47 m de hauteur. Avec un allongement de 33 cm par rapport à la berline, dont 11 cm sur l'empattement, la longueur est de 4,58 m.
Côté motorisation, elle bénéficie des nouveaux Diesel 1.6 BlueHDi 120 et 2.0 BlueHDi 150 et du 1.2 THP 110/130 essence. Elle conserve néanmoins le 1.6 e-HDi 115, le 1.6 HDi 92 et le 1.6 THP 155, moteurs de la génération Euro 5.

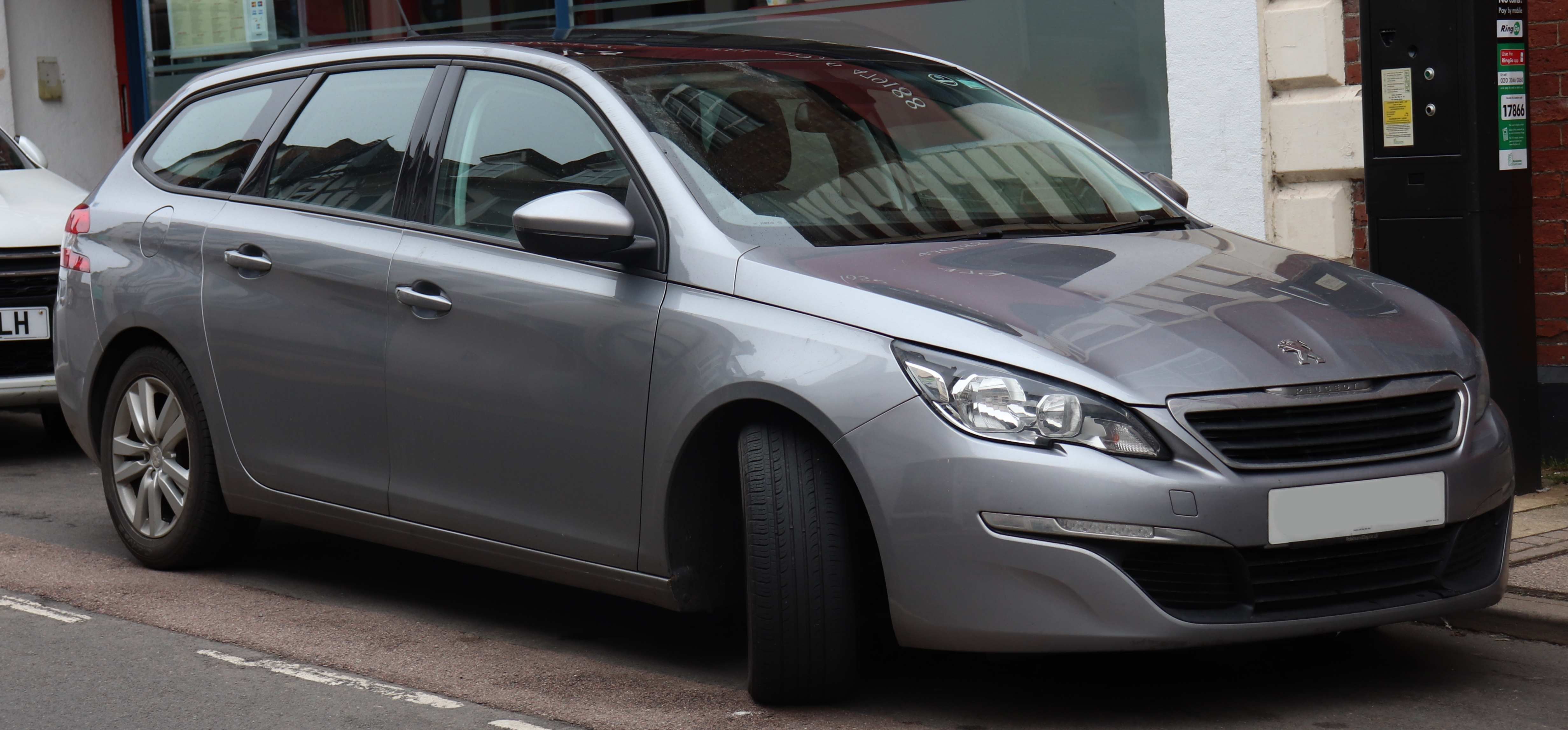
Vue de l'avant (phase 1).
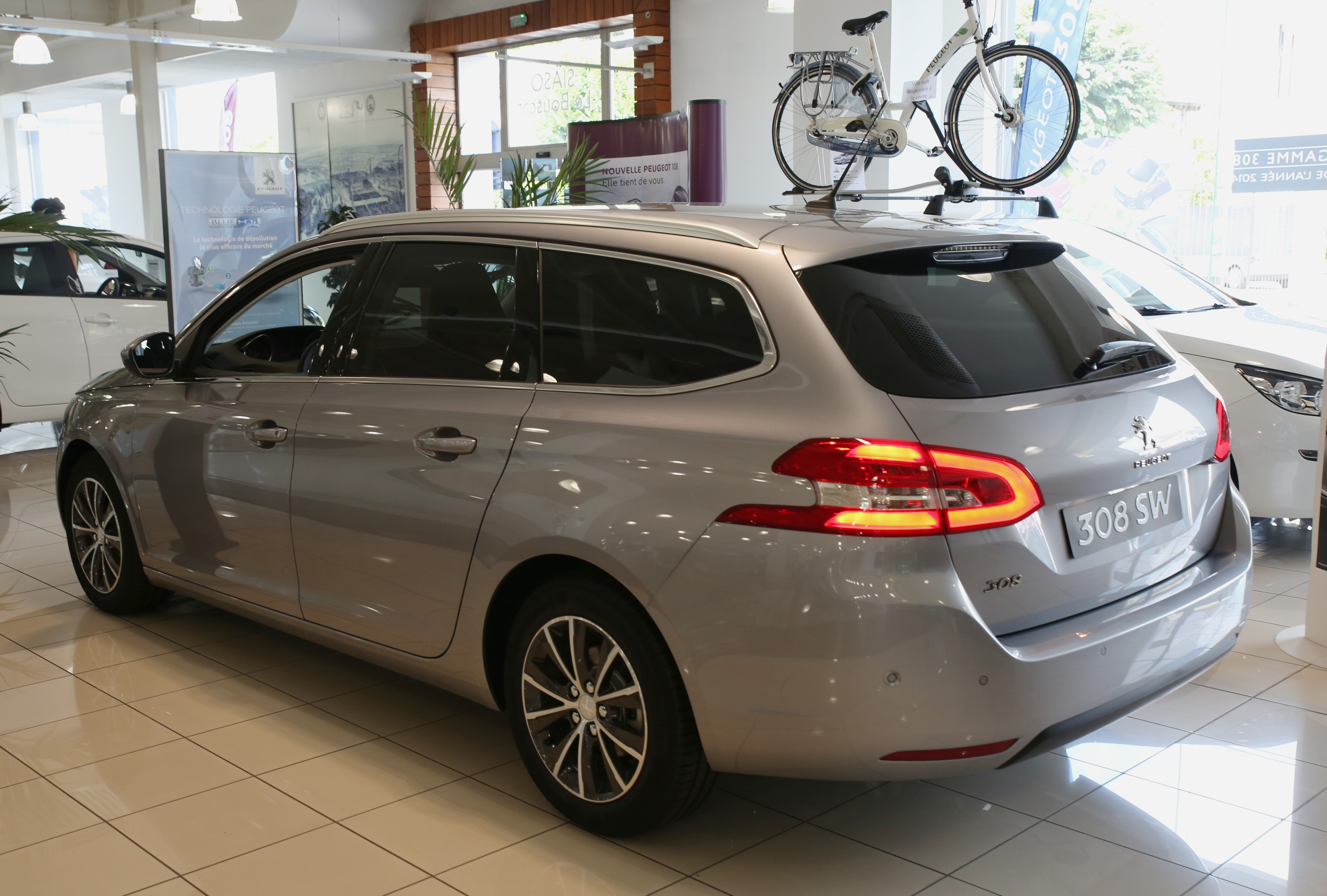
Vue de l'arrière (phase 1).
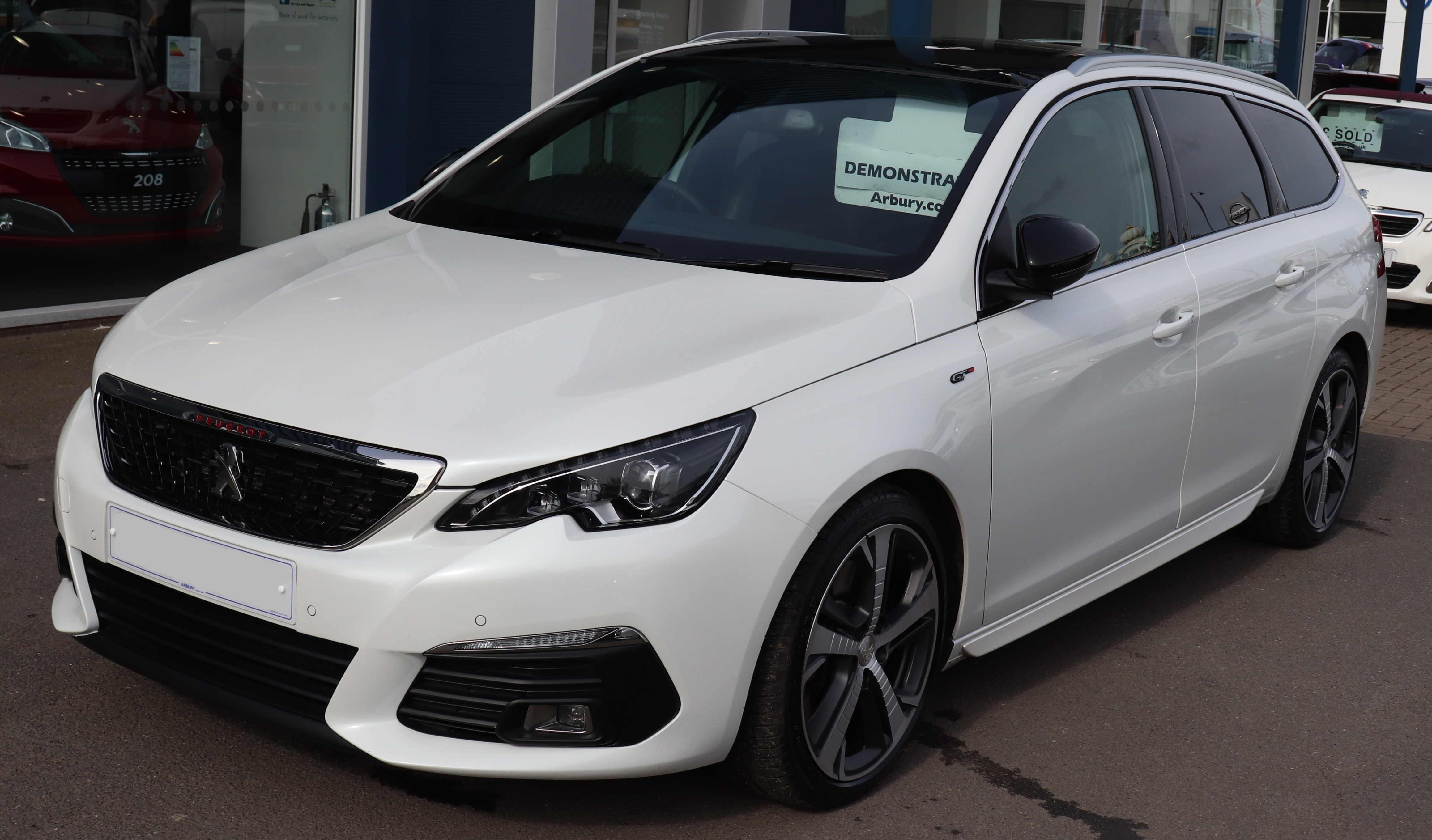
Vue de l'avant (phase 2).

### 308S

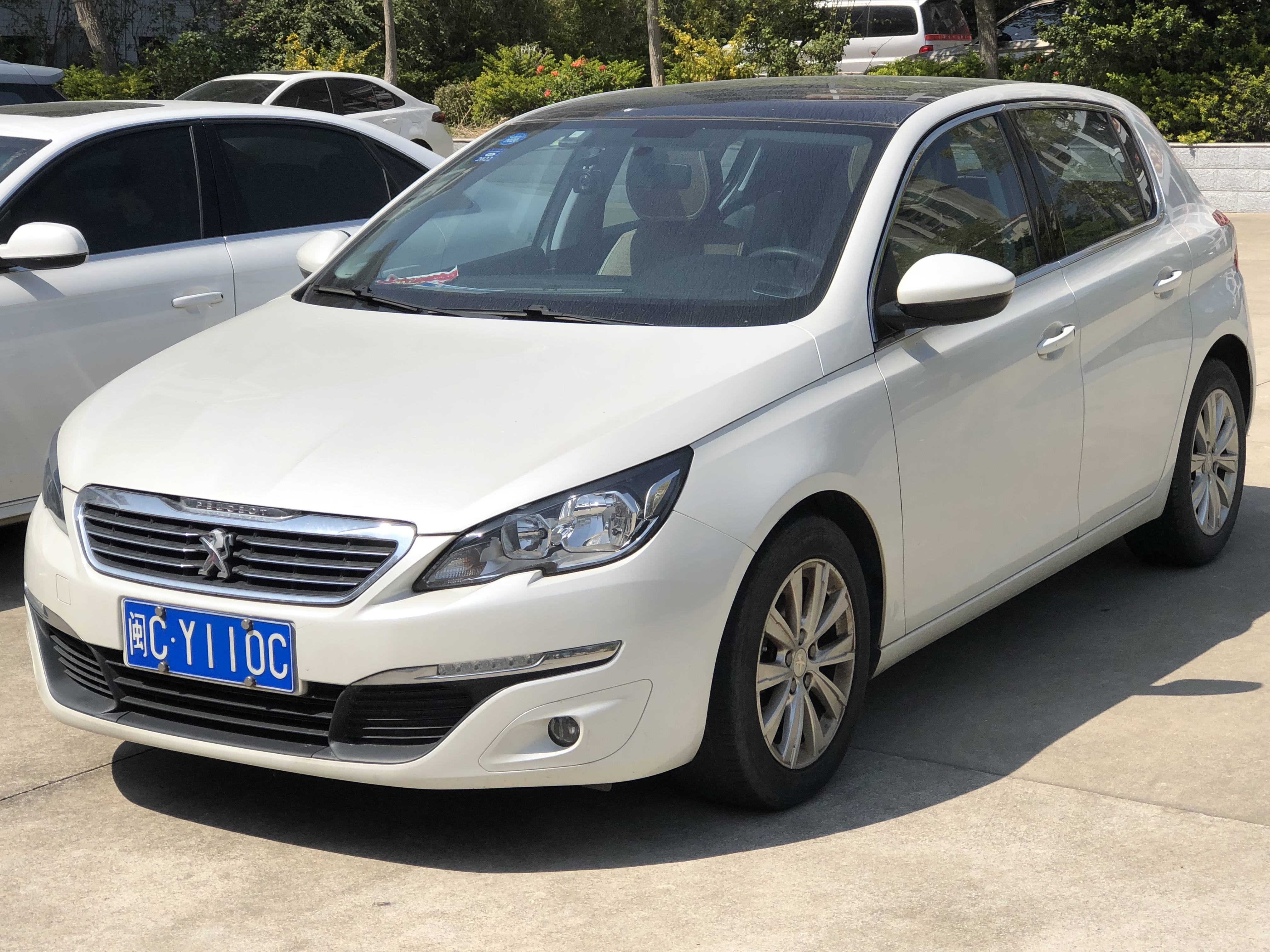
308S

La Peugeot 308 5 portes est vendue en Chine sous l'appellation Peugeot 308S. Elle est nommée ainsi pour se distinguer de la 308 à 4 portes. Comme sur la 308 GT, le logo est repositionné au milieu de la calandre sur toutes les versions. Le 25 mai 2016, la 308 S reçoit 5 étoiles, pour une note globale de 55,1/61, au China NCAP (l'homologue chinois de l'EuroNCAP), dans son protocole mis en place le 1er juillet 2015. Il s'agit du premier modèle du groupe PSA à obtenir 5 étoiles à cette version du test.
L'appellation Peugeot 308 S (avec un espace) est également utilisée en Argentine. Elle désigne là-bas la version européenne de la 308 II, commercialisée conjointement avec la 308 I, afin de la différencier de cette dernière qui est fabriquée sur place.
| Motorisations                                        | 1.6                            | 1.2l Puretech 136 ch           | 1.6 THP                        |
| Type                                                 | 4 cylindres en ligne (type TU) | 3-cylindres en ligne (type EB) | 4 cylindres en ligne (type EP) |
| Cylindrée (cm3)                                      | 1 587                          | 1 199                          | 1 598                          |
| Puissance maxi. (ch - tr/min)                        | 117 ch à 6 000                 | 136 à 5 500                    | 157 à 6 000                    |
| Couple maxi. (N m – tr/min)                          | 150 à 4 000                    | 230 à 1 750                    | 245 à 1 400                    |
| Boîte de vitesses                                    |                                |                                |                                |
| Transmission                                         | aux roues avant                | aux roues avant                | aux roues avant                |
| 0 à 100 km/h (s)                                     | 11                             | 9,5                            | 9,2                            |
| Vitesse maxi (km/h)                                  | 196                            | 195                            | 215                            |
| Consommations (l/100 km) Extra-urbaine/urbaine/mixte | 6,6                            | 5,2                            | 5,9                            |
| Années de production                                 | 2015 -                         | 2015 -                         | 2015 -                         |

### 308 Sedan

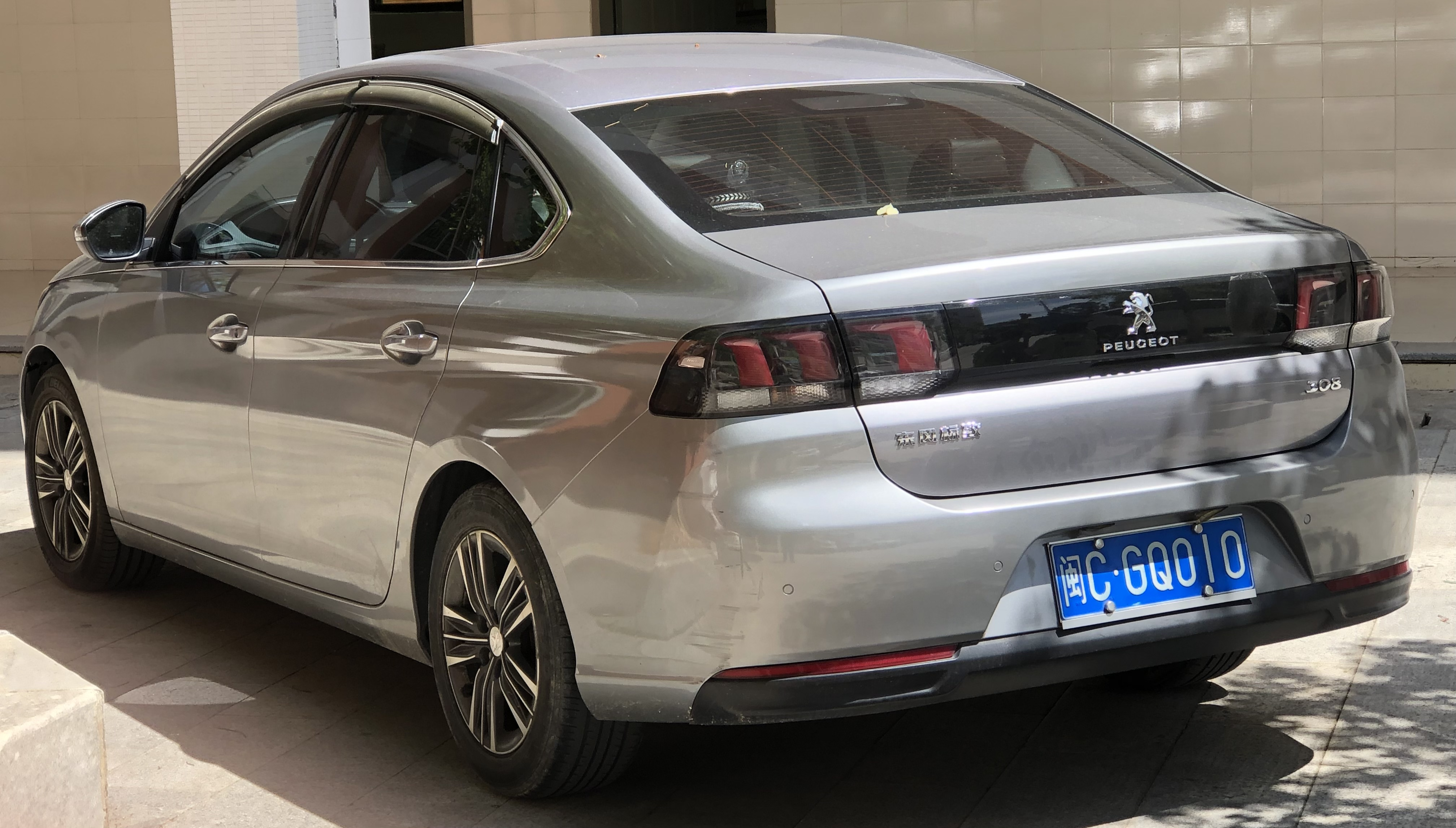
Peugeot 308 II sedan

La 308 S chinoise profite d'une version tricorps présentée au salon de Pékin le 25 avril 2016 et dénommée 308 Sedan. Outre sa silhouette allongée, elle se démarque par un arrière qui rappelle celui du concept car Exalt. Réservée au marché chinois, elle entre en commercialisation à partir du second semestre 2016.

## Versions sportives

### 308 GT
Au mondial de l'automobile 2014, Peugeot a présenté une version plus dynamique à l'allure plus sportive (en attendant la GTi) dénommée « GT » équipée de nouveaux moteur : un Diesel 2.0 HDi développant 180 ch avec boîte EAT6 ou un essence 1.6 THP 205 avec boîte manuelle à 6 rapports. À la suite du restylage de 2017, le bloc Diesel de 180 ch est associée à une nouvelle boîte automatique à 8 rapports (EAT8).
À la suite de nouvelles normes, la production des versions essence est arrêtée courant 2019.
|                              | 1.6 PureTech           | 1.6 PureTech           | 2.0 BlueHDi            | 2.0 BlueHDi            |
| ---------------------------- | ---------------------- | ---------------------- | ---------------------- | ---------------------- |
| Moteur                       | 4-cylindres (type EP)  | 4-cylindres (type EP)  | 4-cylindres (type DW)  | 4-cylindres (type DW)  |
| Cylindrée                    | 1 598                  | 1 598                  | 1 997                  | 1 997                  |
| Appellation technique        | EP6FDTX                | EP6FADTX               | DW10FCTED4             | DW10FCTED4             |
| Puissance maxi               | 205 ch à 6 000 tr/min  | 225 ch à 5 500 tr/min  | 180 ch à 3 780 tr/min  | 180 ch à 3 780 tr/min  |
| Couple maxi                  | 285 N m à 1 750 tr/min | 300 N m à 1 900 tr/min | 400 N m à 2 000 tr/min | 400 N m à 2 000 tr/min |
| Boîte de vitesses            | BVM6                   | EAT8                   | EAT8                   | EAT6                   |
| Vitesse maxi                 | 235                    | 235                    | 225                    | 220                    |
| 0-100 km/h                   | 7,5                    | 7,4                    | 8,2                    | 8,4                    |
| 80 à 120 km/h en 3/4/5/6 (s) | 4,6/6,4/8,5/11,1       | 3,9                    | min 5,1 (en auto 5,4)  | min 5,7 (en auto 5,9)  |
| 1 000 m DA (s)               | 27,9                   | 27,1                   | 28,9                   | 29,4 (29,8)            |
| Consommation (en L/100 km)   | 7,4 / 4,6 / 5,6        | 7,3 / 4,8 / 5,7        | 4,4                    | 4                      |
| Émissions de CO2 (en g/km)   | 130 (134)              | 132                    | 116                    | 103                    |
| Norme environnementale       | Euro 6                 | Euro 6c                | Euro 6c                | Euro 6                 |

### 308 GTi

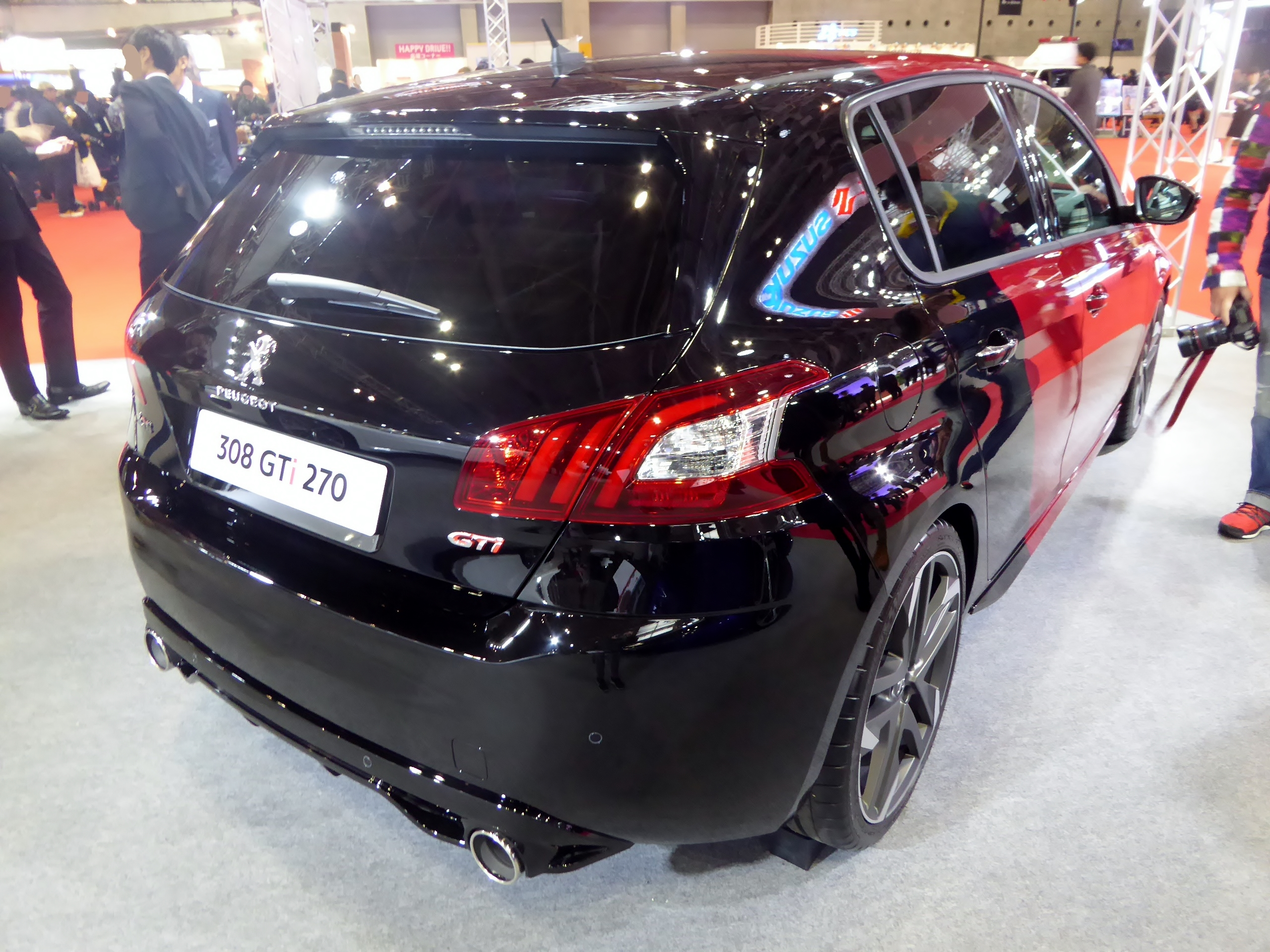
Peugeot 308 II GTi.

Afin de donner la réplique à Renault et sa Megane RS (250 à 275 ch) ainsi qu'à la Volkswagen Golf GTi (220 ou 230 ch en version Performance), la 308 GTi se voit équipée selon les pays d'un 1,6 THP poussé à 250 ou 270 ch. Elle se pose comme la voiture de compromis, avec un châssis rigide et précis, un freinage efficace et une motricité sans égal sans toutefois sacrifier le côté pratique avec 4 vraies places et un coffre décent.
La version 270 ch est disponible en France sous le nom 308 GTi by Peugeot Sport, le département compétition de la marque ayant participé à sa conception. La version 250 ch, vendue dans d'autres marchés, fait l'impasse sur le différentiel Torsen, et les disques de frein avant n'affichent que 330 mm, contre 380 mm pour la version 270 chevaux. De même, les sièges baquets passent au rang des options et les jantes se contentent de 18 pouces.
À la suite du passage à la norme Euro6.c, Peugeot revoit la 308 GTi by Peugeot Sport qui perd 7 ch avec la greffe d’un filtre à particules mais gagne 10 N m de couple. Selon une annonce du directeur de la marque, Jean-Philippe Imparato, pour Automotive News, la 308 GTi marquerait la fin des versions GTi pour la marque au Lion. La cause en serait le malus écologique de 10 000 euros qui frappe le modèle. Sa production s'arrête le 2 décembre 2020, au total, environ 38 000 exemplaires de la Peugeot 308 II GTi sont sortis des usines de Sochaux entre 2015 et 2020.
| Motorisations Essence                                | 1.6 THP S&S 250                                | 1.6 THP S&S 270 (jusqu'à octobre 2018)         | 1.6 THP S&S 263 (à partir d'octobre 2018)      |
| Type                                                 | 4-cylindres en ligne 16s transversal (type EP) | 4-cylindres en ligne 16s transversal (type EP) | 4-cylindres en ligne 16s transversal (type EP) |
| Cylindrée (cm3)                                      | 1 598                                          | 1 598                                          | 1 598                                          |
| Appellation technique                                | EP6FDTR                                        | EP6FDTR                                        | EP6FDTR                                        |
| Puissance maxi. (ch - tr/min)                        | 250 à 6 000                                    | 270 à 6 000                                    | 263 à 6 000                                    |
| Couple maxi. (N m - tr/min)                          | 330 de 1 900 à 5 000                           | 330 de 1 900 à 5 000                           | 340 de 2 100 à 5 000                           |
| Boîte de vitesses                                    | BVM6                                           | BVM6                                           | BVM6                                           |
| Transmission                                         | aux roues avant                                | aux roues avant                                | aux roues avant                                |
| 0 à 100 km/h (s)                                     | 6,2                                            | 6,0                                            | 6,0                                            |
| 80 à 120 km/h en 5/6 (s)                             | 5,7/6,7                                        | 5,7/6,7                                        |                                                |
| 1 000 m DA (s)                                       | 25,6                                           | 25,3                                           | 25,3                                           |
| Vitesse maxi (km/h)                                  | 250                                            | 250                                            | 250                                            |
| Consommations (l/100 km) Extra-urbaine/urbaine/mixte | 6,0                                            | 6,0                                            | 6,5                                            |
| Émissions de CO2 (g/km)                              | 139                                            | 139                                            | 148                                            |
| Norme                                                | Euro 6                                         | Euro 6                                         | Euro 6.c                                       |
| Années de production                                 | 2015 - 2018                                    | 2015 - 2018                                    | 2018 - 2020                                    |

### Concept-cars

#### 308 R concept

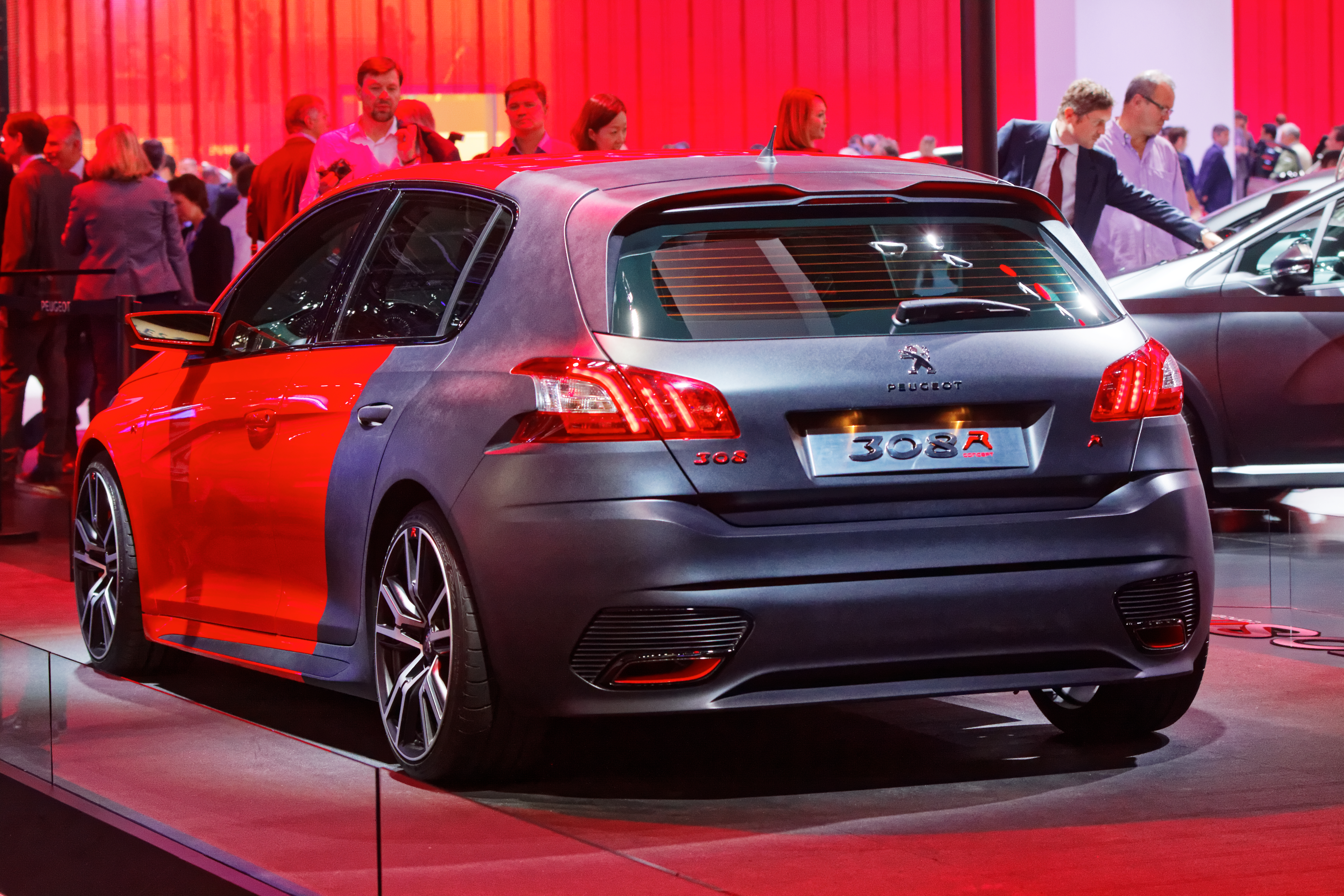
Peugeot 308 R Concept.

Un concept nommé Peugeot 308 R Concept est présenté au Salon de l'automobile de Francfort 2013. Il est équipé du 1.6 THP 270 de la RCZ R et préfigure la 308 GTi, afin de rivaliser avec sa concurrente directe, la Golf R.

#### 308 R HYbrid concept
Un concept nommé Peugeot 308 R HYbrid est présenté au salon de Shanghai 2015. Développé avec Peugeot Sport, il a été conçu « de manière à être en capacité de l’industrialiser en petite série » selon Bruno Famin son directeur. Il est équipé du 1.6 THP 270 de la RCZ R auquel sont associés deux moteurs électriques de 115 ch chacun. La puissance maximale théorique avoisine donc les 500 chevaux, pour un couple maximal de 730 N m.
Comme de coutume chez Peugeot, il s'agit d'un prototype roulant, vu au cours de démonstrations en public, comme au circuit du Castellet lors du GT Tour 2015. Du côté des performances, le constructeur revendique un 0 à 100 km/h abattu en 4 secondes, et une autonomie en tout électrique approchant les 15 km.
La 308 aurait pu recevoir une déclinaison radicale avec cette version R HYbrid, propulsée par le même bloc que la 308 GTi, un 1.6 THP de 270 ch (4 cylindres), auquel serait ajouté un ou plusieurs moteurs électriques. La puissance de cette 308 R HYbrid n'égalerait peut-être pas les 500 chevaux du concept mais devrait avoir une puissance supérieure à 300 ch. Sa commercialisation fut très brièvement envisagée, mais abandonnée.

##### Plusieurs modes
| Modes              | ZEV | ZEV | Hybrid Sport                       | Launch Control                     |
| Caractéristiques   | 10 km d'autonomie en mode électrique. Si la batterie est vide, la voiture ne fonctionne qu'avec le moteur thermique. | 10 km d'autonomie en mode électrique. Si la batterie est vide, la voiture ne fonctionne qu'avec le moteur thermique. | 285 ch à l'avant + 115 à l'arrière | 385 ch à l'avant + 115 à l'arrière |
| Puissance maximale | 115 | 270 | 400                                | 500                                |
| Couple maximal     | 200 | 330 | 530                                | 730                                |

### 308 Racing Cup
La 308 Racing Cup est une voiture de course destinée à remplacer la Peugeot RCZ Racing Cup. Elle est motorisée par le 1.6 THP de la 308 GTI by Peugeot Sport (mais avec le turbo de la Peugeot 208 T16). Elle a vocation à participer à des formules de promotions de Peugeot (comme la Peugeot Racing Cup) mais aussi à des courses officielles.
Le 21 avril 2016, en vue de dresser un bilan d'exploitation dans des conditions de course, Peugeot annonce la mise à disposition de deux 308 Racing Cup à l'écurie Sébastien Loeb Racing, pour participer à trois épreuves durant le mois de mai : du 5 au 7 à Spa pour le compte du TCR, au VLN sur le Nürburgring les 13 et 14, et enfin à l'ETCC sur le même circuit du 26 au 28. La marque en profite pour donner le 9 juillet 2016 comme date prévisionnelle de commercialisation.

## Récompenses
La Peugeot 308 II a remporté le trophée européen de la voiture de l'année 2014 le 3 mars 2014, douze ans après le sacre par le même trophée, de la Peugeot 307. L'année suivante, elle est élue « compacte préférée des Français », après une enquête de L'Automobile Magazine auprès de 10 000 lecteurs.
Elle reçoit également le prix du meilleur design d'intérieur décerné par le International Automotive Festival 2013.
Le 26 janvier 2016, treize journalistes du magazine Kilomètres Entreprise gratifient sa version Blue HDi 120 du trophée « Voitures Business de l’Année » en catégorie « Compacte Business 2016 ». En février de la même année, elle reçoit enfin le prix « Best Cars » de la meilleure compacte par un jury de lecteurs, toujours du magazine L'Automobile.

## Filmographie
- Une 308 II phase 1 en version Féline est la voiture de Sandrine Kiberlain dans le film Floride, sorti en 2015.
- Une 308 II phase 1 fait l'objet d'un placement de produit dans le film de science-fiction Lucy du réalisateur Luc Besson et sorti en 2014[41]. Dans le film, Scarlett Johansson interprétant Lucy prend le volant de la Peugeot 308 phase 1 lors d'une course-poursuite dans les rues de Paris.
- Une 308 II phase 1 SW est utilisée par l’équipage de la BAC dans le film Les Misérables sorti en 2019.

## Utilisateurs militaires
- France comme véhicule de liaison pour la Gendarmerie
- Suisse comme véhicule de liaison[42]
- Italie : les Carabinieri de la ville de Rome disposent d’une 308 GTi prêtée par Peugeot[43].